# Spegelstadiet
Spegelstadiet, franska stade du miroir, avser ett stadium i ett barns utveckling i vilket barnet betraktar sig själv i en spegel och blir medvetet om sin egen kropp och förmår särskilja den från andra kroppar. Spegelstadiet utgör ett centralt begrepp inom Jacques Lacans psykoanalytiska teori; Lacan utvecklade detta begrepp med inspiration från den franske psykologen Henri Wallon. Lacan stödde sig i sitt teoribygge även på Alexandre Kojèves och Alexandre Koyrés forskning.
Spegelstadiet syftar till att klargöra hur barnets självmedvetenhet skapas. Lacan undersökte i och med detta jagets genes. 